# Tour de France 2012/11. Etappe
Die 11. Etappe der Tour de France 2012 fand am 12. Juli 2012 statt und führte von Albertville nach La Toussuire. Sie endete mit der zweiten Bergankunft der diesjährigen Austragung. Bei einer Streckenlänge von 148 Kilometern gab es zwei Bergwertungen der Hors Catégorie und je eine der 1. und 2. Kategorie. Der Sieger der Bergwertung auf dem Col de la Croix de Fer gewann den Sonderpreis Souvenir Henri Desgrange.

## Strecke
Von Albertville (345 m) führte die Etappe in südlicher Richtung zum Skiresort La Toussuire (1705 m), das Teil des Skiverbundes Les Sybelles ist. Die Strecke verlief komplett im Département Savoie. Nach 14,5 Kilometern begann in Feissons-sur-Isère (414 m) der erste Anstieg der Hors Catégorie zum Col de la Madeleine (1993 m). Nach 70 Kilometern wurde vor der Auffahrt zum Col de la Croix de Fer (2067 m) in Saint-Étienne-de-Cuines (472 m) der Zwischensprint abgenommen. In der Abfahrt vom Col de la Croix de Fer musste als Gegenanstieg der Col du Mollard (1638 m, 2. Kategorie) erklommen werden. Danach wurde die Abfahrt nach Saint-Jean-de-Maurienne (604 m) hinab fortgesetzt. Dort stieg die Strecke zur Bergankunft in La Toussuire an.

## Rennverlauf
Kurz nach dem Start bildeten sich zwei Ausreißergruppen, die sich nach etwa fünf Kilometern zu einer 31 Fahrer umfassenden Gruppe zusammenschlossen. Der Rückstand des Feldes am Anfang des Aufstiegs zum Col de la Madeleine betrug rund eine Minute; während einige Fahrer aus der Spitzengruppe zurückfielen, schlossen andere zu ihr auf. Zur schließlich 28-köpfigen Spitzengruppe gehörten unter anderem Pierre Rolland, Michele Scarponi, Ivan Basso, Alejandro Valverde, Wassil Kiryjenka, Fredrik Kessiakoff, Chris Anker Sørensen, Alexander Winokurow, Levi Leipheimer und Peter Velits. Die erste Bergwertung der Hors Catégorie entschied Velits vor Kessiakoff für sich. Das Feld mit den Gesamtersten folgte mit 2:55 Rückstand.
Velits und Kessiakoff, die um die Bergwertung gesprintet waren, führten in der Abfahrt mit rund 50 Sekunden Vorsprung auf die übrigen Ausreißer. Im anschließenden Flachstück im Tal schlossen Rolland, Scarponi, Valverde, Juri Trofimow und Robert Kišerlovski zu ihnen auf. Den Zwischensprint gewann Kessiakoff vor Velits. Zu Beginn des Aufstiegs zum Col de la Croix de Fer formierte sich an der Spitze eine Gruppe mit 15 Fahrern. Im Aufstieg fielen einige Fahrer wieder aus dieser Gruppe heraus, die einen Vorsprung von 4:15 Minuten auf das ebenfalls kleiner werdende Hauptfeld aufwies. Aus dieser versuchte Cadel Evans auszureißen, doch er kam nicht entscheidend weg, da das Sky-Team um Bradley Wiggins für ein konstant hohes Tempo sorgte. Fünf Kilometer vor der Passhöhe wurde Evans wieder eingeholt. Die Passhöhe überquerte Kessiakoff als Erster, gefolgt von Rolland.
Im Aufstieg zum Col du Mollard bildete sich einer Dreier-Spitzengruppe, bestehend aus Rolland, Kišerlovski und Kiryjenka. Rolland war es auch, der als Erster die Passhöhe überquerte. Wenige Kilometer später holte Sørensen die Spitzengruppe wieder ein. Etwa zwölf Kilometer vor dem Ziel griff Rolland an und ließ seine Begleiter hinter sich, woraufhin er seinen Vorsprung kontinuierlich ausbauen konnte. Zu Beginn des Schlussaufstiegs lag die Gruppe um den Gesamtführenden Wiggins etwa drei Minuten zurück. Aus dieser Gruppe heraus versuchte Vincenzo Nibali zweimal vergeblich auszureißen. Eine Tempoverschärfung von Wiggins und seines Teamkollegen Chris Froome führte dazu, dass Evans den Anschluss verlor und zurückfiel.
Eine weitere Attacke von Froome viereinhalb Kilometer vor dem Ziel hatte zur Folge, dass Wiggins kurzzeitig nicht mithalten konnte, woraufhin Froome sein Tempo verringerte, um den Teamkapitän wieder aufschließen zu lassen. Dennoch konnte diese Gruppe die übrigen verbliebenen Ausreißer nach und nach einholen – bis auf Rolland, der sich solo den Etappensieg sicherte. Während die Gruppe um Wiggins mit 55 Sekunden Rückstand ins Ziel kam, verlor Evans 2:23 Minuten auf den Sieger. In der Gesamtwertung rückten Froome und Nibali auf Kosten Evans um einen Rang nach vorne. Fredrik Kessiakoff, der mit über 13 Minuten Rückstand ins Ziel kam, holte sich die Führung im Bergpreisklassement zurück, die er vorübergehend an Thomas Voeckler hatte abgeben müssen.

## Bergwertungen
| Col de la Madeleine Kategorie H nach 40 km auf 1993 m 25,3 km bei 6,2 % |            |                            |         |
| 1.                                                                      | Slowakei   | Peter Velits (OPQ)         | 25 Pkt. |
| 2.                                                                      | Schweden   | Fredrik Kessiakoff (AST)   | 20 Pkt. |
| 3.                                                                      | Frankreich | Christophe Kern (EUC)      | 16 Pkt. |
| 4.                                                                      | Danemark   | Chris Anker Sørensen (STB) | 14 Pkt. |
| 5.                                                                      | Italien    | Michele Scarponi (LAM)     | 12 Pkt. |
| 6.                                                                      | Frankreich | Pierre Rolland (EUC)       | 10 Pkt. |
| 7.                                                                      | Frankreich | Brice Feillu (SAU)         | 8 Pkt.  |
| 8.                                                                      | Belarus    | Wassil Kiryjenka (MOV)     | 6 Pkt.  |
| 9.                                                                      | Kasachstan | Alexander Winokurow (AST)  | 4 Pkt.  |
| 10.                                                                     | Spanien    | Alejandro Valverde (MOV)   | 2 Pkt.  |

| Col de la Croix de Fer Kategorie H nach 93,0 km auf 2067 m 22,4 km bei 6,9 % |                    |                            |         |
| 1.                                                                           | Schweden           | Fredrik Kessiakoff (AST)   | 25 Pkt. |
| 2.                                                                           | Frankreich         | Pierre Rolland (EUC)       | 20 Pkt. |
| 3.                                                                           | Danemark           | Chris Anker Sørensen (STB) | 16 Pkt. |
| 4.                                                                           | Vereinigte Staaten | Christopher Horner (RNT)   | 14 Pkt. |
| 5.                                                                           | Kroatien           | Robert Kišerlovski (AST)   | 12 Pkt. |
| 6.                                                                           | Niederlande        | Laurens ten Dam (RAB)      | 10 Pkt. |
| 7.                                                                           | Irland             | Daniel Martin (GRS)        | 8 Pkt.  |
| 8.                                                                           | Belarus            | Wassil Kiryjenka (MOV)     | 6 Pkt.  |
| 9.                                                                           | Slowakei           | Peter Velits (OPQ)         | 4 Pkt.  |
| 10.                                                                          | Frankreich         | Christophe Kern (EUC)      | 2 Pkt.  |

| Col du Mollard Kategorie 2 nach 113 km auf 1638 m 5,7 km bei 6,8 % |            |                            |        |
| 1.                                                                 | Frankreich | Pierre Rolland (EUC)       | 5 Pkt. |
| 2.                                                                 | Kroatien   | Robert Kišerlovski (AST)   | 3 Pkt. |
| 3.                                                                 | Belarus    | Wassil Kiryjenka (MOV)     | 2 Pkt. |
| 4.                                                                 | Danemark   | Chris Anker Sørensen (STB) | 1 Pkt. |

| La Toussuire Kategorie 1 nach 148 km auf 1705 m 18,0 km bei 6,1 % |                        |                             |         |
| 1.                                                                | Frankreich             | Pierre Rolland (EUC)        | 20 Pkt. |
| 2.                                                                | Frankreich             | Thibaut Pinot (FDJ)         | 16 Pkt. |
| 3.                                                                | Vereinigtes Konigreich | Chris Froome (SKY)          | 12 Pkt. |
| 4.                                                                | Belgien                | Jurgen Van Den Broeck (LTB) | 8 Pkt.  |
| 5.                                                                | Italien                | Vincenzo Nibali (LIQ)       | 4 Pkt.  |
| 6.                                                                | Vereinigtes Konigreich | Bradley Wiggins (SKY)       | 2 Pkt.  |

## Punktewertung
| Zwischensprint in Saint-Étienne-de-Cuines nach 70,0 km auf 472 m |                    |                            |         |
| 1.                                                               | Schweden           | Fredrik Kessiakoff (AST)   | 20 Pkt. |
| 2.                                                               | Slowakei           | Peter Velits (OPQ)         | 17 Pkt. |
| 3.                                                               | Belarus            | Wassil Kiryjenka (MOV)     | 15 Pkt. |
| 4.                                                               | Italien            | Michele Scarponi (LAM)     | 13 Pkt. |
| 5.                                                               | Spanien            | Alejandro Valverde (MOV)   | 11 Pkt. |
| 6.                                                               | Kroatien           | Robert Kišerlovski (AST)   | 10 Pkt. |
| 7.                                                               | Frankreich         | Pierre Rolland (EUC)       | 9 Pkt.  |
| 8.                                                               | Russland           | Juri Trofimow (KAT)        | 8 Pkt.  |
| 9.                                                               | Italien            | Ivan Basso (LIQ)           | 7 Pkt.  |
| 10.                                                              | Frankreich         | Blel Kadri (ALM)           | 6 Pkt.  |
| 11.                                                              | Vereinigte Staaten | Christopher Horner (RNT)   | 5 Pkt.  |
| 12.                                                              | Danemark           | Chris Anker Sørensen (STB) | 4 Pkt.  |
| 13.                                                              | Irland             | Daniel Martin (GRS)        | 3 Pkt.  |
| 14.                                                              | Frankreich         | Christophe Riblon (ALM)    | 2 Pkt.  |
| 15.                                                              | Frankreich         | Brice Feillu (SAU)         | 1 Pkt.  |

| Zwischensprint in La Toussuire nach 148,0 km auf 1705 m |                        |                             |         |
| 1.                                                      | Frankreich             | Pierre Rolland (EUC)        | 20 Pkt. |
| 2.                                                      | Frankreich             | Thibaut Pinot (FDJ)         | 17 Pkt. |
| 3.                                                      | Vereinigtes Konigreich | Chris Froome (SKY)          | 15 Pkt. |
| 4.                                                      | Belgien                | Jurgen Van Den Broeck (LTB) | 13 Pkt. |
| 5.                                                      | Italien                | Vincenzo Nibali (LIQ)       | 11 Pkt. |
| 6.                                                      | Vereinigtes Konigreich | Bradley Wiggins (SKY)       | 10 Pkt. |
| 7.                                                      | Danemark               | Chris Anker Sørensen (STB)  | 9 Pkt.  |
| 8.                                                      | Slowakei               | Janez Brajkovič (AST)       | 8 Pkt.  |
| 9.                                                      | Belarus                | Wassil Kiryjenka (MOV)      | 7 Pkt.  |
| 10.                                                     | Luxemburg              | Fränk Schleck (RNT)         | 6 Pkt.  |
| 11.                                                     | Australien             | Cadel Evans (BMC)           | 5 Pkt.  |
| 12.                                                     | Vereinigte Staaten     | Tejay van Garderen (BMC)    | 4 Pkt.  |
| 13.                                                     | Vereinigte Staaten     | Christopher Horner (RNT)    | 3 Pkt.  |
| 14.                                                     | Deutschland            | Andreas Klöden (RNT)        | 2 Pkt.  |
| 15.                                                     | Frankreich             | Jérôme Coppel (SAU)         | 1 Pkt.  |

## Disqualifikationen und Aufgaben
- 012 –  Fabian Cancellara (RadioShack-Nissan): Nicht zur Etappe angetreten.
- 044 –  Jurij Kriwzow (Lampre-ISD): Disqualifikation wegen Zeitüberschreitung.
- 047 –  Alessandro Petacchi (Lampre-ISD): Disqualifikation wegen Zeitüberschreitung.
- 121 –  Lieuwe Westra (Vacansoleil-DCM): Aufgabe während der Etappe.
- 124 –  Gustav Larsson (Vacansoleil-DCM): Aufgabe während der Etappe.
- 127 –  Rob Ruijgh (Vacansoleil-DCM): Aufgabe während der Etappe.
- 153 –  Bauke Mollema (Rabobank Cycling Team): Aufgabe während der Etappe.
- 154 –  Mark Renshaw (Rabobank Cycling Team): Aufgabe während der Etappe.